# Бейкер, Джордж (актёр)
Джордж Бейкер (англ. George Baker; 1 апреля 1931, Варна, Болгария — 7 октября 2011[…], Вест-Лавинтон, Англия) — английский актёр и писатель. Наиболее известен по роли Тиберия в сериале «Я, Клавдий» и инспектора Уэксфорда в «Тайнах Рут Ренделл».

## Ранний период жизни
Родился в Варне, Болгария. Его отец был английским бизнесменом и почётным вице-консулом, а мать — медсестрой Международного движения Красного Креста и Красного Полумесяца, которая переехала в Болгарию для борьбы с холерой.
Учился в колледже Лансинг в Западном Суссексе. Затем был актёром в репертуарном театре и в театре «Олд Вик».

## Карьера

### Старт карьеры
Первым фильмом стал «Нарушитель» (1953 год). Прославился в «Разрушителях плотин» (1955 год), а его первой главной ролью стал «Корабль, который умер от стыда» (1955 год) с Ричардом Аттенборо.
Также снялся в главной роли в «Женщине для Джо» (1955 год) с Дайан Силенто; «Женственном прикосновении» (1956 год), сыграв доктора в фильме о медсестрах; «Холме в Корее» (1956 год), сыграв героического солдата, с Робертом Шоу и Стэнли Бейкером в качестве помощников; и комедии «Дополнительный день» (1956 год).
Также сыграл главную роль в «Этих опасных годах» (1957 год), попытке сделать кинозвезду из Фрэнки Вона. Снова был врачом в «Не время для слез» (1957 год) и сыграл роялиста-лихого героя Английской гражданской войны в «Лунном гонщике» (1958 год). Поддержал Диану Дорс в фильме «Мягко ступай, незнакомец» (1958 год).
Поздние фильмы включают: «Ланселот и Гвиневера» (1963 год) и «Проклятие мухи» (1965).

### Работа на телевидении
Со временем стал более известен как телевизионный актер. У него была главная героическая роль в «Руперт из Хензау» (1964), играл начальника службы безопасности Таллона в «За гранью разума» (1965 год) и был вторым (после Гая Доулмена) из многих актеров, кто сыграл роль «Номера два» в сериале «Заключённый», появившись в первом эпизоде. Сыграл персонажа Джорджа Кинга в фильме Денниса Поттера «Дробилка костей» (1968 год), метафоре упадка Британской империи и подъёма американского влияния в послевоенном мире.
Появился в собственном телевизионном комедийном сериале «Котелок». Также появился в первом эпизоде «У некоторых мам рождаются и такие детки», сыграв руководителя компании, берущего интервью у несчастного главного героя шоу.
В нашумевшем драматическом сериале 1976 года «Я, Клавдий», он сыграл императора Тиберия. Джордж Мартин, автор серии книг «Песнь льда и огня», которая позже была адаптирована в телевизионный сериал «Игра престолов», заявил, что историческая игра Джорджа Бейкера стала частью вдохновения для его персонажа Станниса Баратеона. Также появился в эпизоде «Присоединяйтесь!».
В 1977 году сыграл инспектора Родерика Аллейна в «Театре Найо Марш»; четыре адаптации криминальных и детективных романов Найо Марш с новозеландскими декорациями в постановке для новозеландского телевидения. С 1987 по 2000 год играл инспектора Рега Уэксфорда в многочисленных телевизионных адаптациях детективов Рут Ренделл, и, вероятно, именно эта роль принесла ему наибольшую известность. В 1993 году, после смерти второй жены, женился на актрисе Луи Рэмси, которая играла миссис Уэксфорд в том же телесериале.
Также появлялся в «Бароне», «Выживших», «Механик» в первом сезоне «Тебе нужны друзья», «Улице Коронации» (в роли владельца пивоварни Сесила Ньютона), в серии «Доктора Кто» «Полный круг» и в роли братьев-близнецов в эпизоде 2005 года «Убийства в Мидсомере» под названием «Дом в лесу».
Также появился в британском комедийном телесериале «Вкусняшки» в эпизоде «Башня Лондона» в роли «Главного Бифитера», а также в ситкоме «Нет работы для леди», и широко известен по роли капитана Бенсона, союзника Джеймса Бонда в фильме «Шпион, который меня любил», и по роли сэра Хилари Брея, эксперта по геральдике, в фильме «На секретной службе Её Величества». Позже, когда Джеймс Бонд, которого играл Джордж Лэзенби, выдает себя за Брея, чтобы получить доступ к Эрнсту Блофельду, голос Джорджа Бейкера был дублирован вместо голоса Джорджа Лэзенби, чтобы обеспечить акцент. Также сыграл (не указан в титрах) инженера НАСА в фильме «Живёшь только дважды».
Ян Флеминг считал его идеальным кандидатом на роль Джеймса Бонда в фильмах, но роль досталась Шону Коннери, потому что у Джорджа Бейкера были предыдущие обязательства. Сыграл персонажа по имени «Джамус Бондус» в эпизоде фарсового ситкома 1970-х годов «По Помпеям!».
Первая работа в репертуарном театре была в Диле. Его основные театральные работы включают: «Олд Вик» (1959—1961), где играл Болингброка в «Ричарде II», Джека в «Как важно быть серьёзным» и Уорика в «Святой Иоанне». В 1965 году основал собственную гастрольную компанию Candida Plays, базирующуюся в «Королевском театре», Бери-Сент-Эдмундс, Суффолк. Сыграл Клавдия в знаменитом, современном костюмированном «Гамлете» Базза Гудбоди для Королевской шекспировской компании в 1975 году.
В 1980 году написал «Роковую весну», пьесу для телевидения, посвященную жизни поэтов Уилфреда Оуэна, Зигфрида Сассуна и Роберта Грейвса, которую показали на BBC Two 7 ноября 1980 года. Получил премию мира Организации Объединённых Наций за эту пьесу. Также написал четыре сценария «Уэксфорда». Появлялся в шоу Blankety Blank.

## Орден
В 2007 году был награждён Орденом Британской империи за благотворительную деятельность, направленную на создание молодёжного клуба в его родной деревне.

## Личная жизнь
Третья жена Луи Рэмси умерла в начале 2011 года, ранее играла его экранную жену Дору в «Тайнах Рут Ренделл». У него осталось пять дочерей (четыре от первого брака, одна от второго с Салли Хоум).
Его внучка Ким Шервуд — писательница: дебютный роман «Завещание» был вдохновлен опытом её бабушки по отцовской линии, связанным с Холокостом, а также горем по поводу смерти Джорджа Бейкера. В 2021 году она была выбрана для написания трилогии книг о Джеймсе Бонде, в нескольких экранизациях которой участвовал Джордж Бейкер, став первой женщиной, сделавшей это.

## Смерть
Скончался 7 октября 2011 года в возрасте 80 лет от пневмонии после инсульта.